# گسل رباط‌کریم
گسل رباط کریم از گسل های البرز مرکزی می‌باشد این گسل یک گسل فشاری با امتداد شمال غربی - جنوب شرقی به طول ۹۰ کیلومتر است که در رباط‌کریم و شهریار استان تهران واقع شده است. 
۲۵ کیلومتر از این گسل در شهریار و ۶۵ کیلومتر از این گسل در رباط کریم قراردارد.

## لرزه خیزی
این گسل در حال حاضر فعال است و ریسک لرزه زایی دارد. قدرت لرزه زایی این گسل ۷ ریشتر است.